# مجلس التعليم في منطقة مدرسة هندريك هدسون المركزية ضد رولي
قضية مجلس التعليم في منطقة مدرسة هندريك هدسون المركزية ضد رولي، 458 US 176 (1982)، هي قضية أمام المحكمة العليا للولايات المتحدة تتعلق بتفسير قانون التعليم لجميع الأطفال ذوي الإعاقة لعام 1975. كانت إيمي رولي طالبة صماء، ورفضت مدرستها توفير مترجم للغة الإشارة. رفع والداها دعوى قضائية زاعمين انتهاك قانون تعليم جميع الأطفال ذوي الإعاقة لعام 1975. وفي قرار صادر بأغلبية 6-3 عن القاضي رينكويست، قضت المحكمة بأن المدارس العامة غير ملزمة بموجب القانون بتوفير مترجمي لغة الإشارة للطلاب الصم الذين يتلقون تعليماً متساوياً ومناسباً.

## تاريخ القضية
في أوائل سبعينيات القرن العشرين، وجدت سلسلة من قضايا المحكمة الفيدرالية الجزئية، وهي على وجه التحديد قضية جمعية بنسلفانيا للأطفال المعاقين (PARC) ضد كومنولث بنسلفانيا (1971) وقضية ميلز ضد مجلس التعليم في مقاطعة كولومبيا (1972)، الحق في التعليم للأطفال ذوي الإعاقة على أساس الإجراءات القانونية الواجبة والحماية المتساوية.  توصل تحقيق أجراه الكونجرس عام 1974 إلى أن أكثر من 1.75 مليون طفل من ذوي الإعاقة لم يتلقوا أي تعليم عام، وأن 3 ملايين آخرين ممن التحقوا بالمدرسة لم يتلقوا الخدمات التعليمية المناسبة لاحتياجاتهم. في عام 1975، أقر الكونجرس قانون التعليم لجميع الأطفال ذوي الإعاقة (EAHCA) ووقع عليه الرئيس فورد. نص القانون على أن يتلقى جميع الأطفال ذوي الإعاقة " تعليمًا عامًا مجانيًا ومناسبًا ". ولتحقيق هذا الهدف، ألزم القانون الطالب والآباء والمعلمين بوضع برنامج تعليمي فردي (IEP) معًا، إلا أن القانون لم يحدد أن برامج التعليم الفردية هذه تتضمن أي خدمات أو معايير أو نتائج معينة.
في عام 1976، التقى المستجيبان كليفورد ونانسي رولي مع مدير مدرسة فورناس وودز الابتدائية في منطقة هندريك هدسون المركزية للمدارس في مونتروز، نيويورك، لمناقشة التسهيلات لابنتهما التي تعاني من ضعف السمع، إيمي رولي، والتي كانت ستبدأ روضة الأطفال هناك في العام التالي. بعد وضعها في فصل رياض الأطفال العادي على سبيل التجربة، تم تزويد إيمي بجهاز سمع FM وأكملت عامها الروضة، وانتقلت إلى الصف الأول. وبموجب قانون التعليم لجميع الأطفال ذوي الإعاقة، تم إنشاء خطة تعليم فردية لأيمي والتي تضمنت الاستمرار في استخدام سماعة الأذن FM الخاصة بها، ولكنها لم تتضمن مترجم لغة الإشارة. وأكدت المدرسة، بالتشاور مع لجنة ذوي الاحتياجات الخاصة في منطقة المدرسة، أن إيمي لم تكن بحاجة إلى مترجم. أبدى والداها عدم موافقتهما على هذا الاستنتاج، وخضعا لجلسة استماع مع فاحص مستقل. وخلص الفاحص إلى أن "إيمي كانت تحقق نجاحًا تعليميًا وأكاديميًا واجتماعيًا دون مثل هذه المساعدة". بعد خسارة استئنافهم أمام مفوض التعليم في نيويورك، رفع آل رولي دعوى قضائية في محكمة مقاطعة الولايات المتحدة للمنطقة الجنوبية من نيويورك زاعمين أن رفض توفير مترجم لغة الإشارة ينتهك ضمان قانون التعليم في نيويورك للتعليم العام المجاني المناسب.

### المحاكم الدنيا
وقد تم الاستماع إلى القضية أمام قاضي المحكمة الجزئية فينسنت إل. بروديريك في أواخر سبتمبر/أيلول 1979. في جلسة الاستماع إلى الأدلة، قدم آل رولي أدلة أظهرت أن إيمي، على الرغم من نجاحها الأكاديمي حتى الآن، لم تكن قادرة على تحقيق النجاح الكامل في الفصل الدراسي بالموارد المتاحة. وقد قدموا نتائج الاختبار التي أظهرت أن إيمي فهمت فقط حوالي 60 في المائة من المناقشات في الفصل الدراسي، في حين أن المترجم من شأنه أن يجعلها أقرب إلى 100%. كما قدموا نتائج اختبارين للتحصيل الأكاديمي أجرتهما إيمي في الصف الأول، أحدهما باللغة الإنجليزية والآخر بلغة الإشارة الأمريكية. كان أداؤها متوسطًا في الاختبار الذي أُجري باللغة الإنجليزية، لكن أداءها كان "أعلى بكثير من المتوسط" في الاختبار الذي أُجري بلغة الإشارة الأمريكية.  وبناءً على هذه الأدلة، قرر القاضي بروديريك أنه حتى مع التسهيلات المتاحة، لم تكن إيمي قادرة على تحقيق إمكاناتها الكاملة.
وبسبب تصميمه على أن إيمي سوف تنجح أكثر مع وجود مترجم، حكم القاضي بروديريك بأن الفشل في توفير مترجم لها يعد انتهاكًا لقانون التعليم لجميع الأطفال ذوي الإعاقة. وذكر أن "القانون في حد ذاته لا يحدد "التعليم المناسب"" ولم ينشأ تفسير قانوني عام له.  وزعم القاضي بروديريك أن متطلبات القانون تقع في مكان ما بين التعليم "الكافي" والتعليم الذي يسمح للطالب بتحقيق إمكاناته الكاملة، حيث لا يمكن تحقيق أي من الحالتين المتطرفتين. وبناءً على شهادة الدكتور زافاريلا، مدير مدرسة إيمي، الذي قال إن المنطقة لن توفر مترجمًا إلا إذا ثبت فشل إيمي أكاديميًا، قرر القاضي بروديريك أن المدعى عليهم كانوا يقدمون تعليمًا كافيًا فحسب، ولكن ليس تعليمًا مناسبًا.  تم رفض قرار مفوض التعليم في نيويورك، وأُمر المدعى عليهم بتوفير مترجم لغة الإشارة لأيمي.
وقد استأنفت منطقة مدرسة هندريك هدسون ومفوض التعليم القرار أمام محكمة الاستئناف الأمريكية للدائرة الثانية. وأصدرت هيئة المحكمة المكونة من ثلاثة قضاة قرارًا بالإجماع يؤكد حكم المحكمة الجزئية. وقد خالف قاضي الدائرة مانسفيلد هذا الرأي، بحجة أن القانون قد حدد بالفعل "التعليم المناسب"، وأنه كان ينبغي منح الاحترام للسلطات التعليمية في المسائل التعليمية، وأن بعض الإفادات التي تم قبولها كدليل واستخدامها في أساس القرار تشكل إشاعات غير مقبولة. وقد استأنفت اللجنة مرة أخرى، ومنحت المحكمة العليا أمرا بالإحالة.

## المحكمة العليا
وقد استمعت المحكمة العليا إلى المرافعات الشفوية في 23 مارس/آذار 1982. جادل ريموند جي. كونتز، محامي مقدمي الالتماسات، بأن قانون التعليم لجميع الأطفال ذوي الإعاقة لا يشترط توفير أي خدمات محددة، بل هو قانون تمويل ينص على أن "القانون كان بإمكانه وصف خدمات محددة، ولكنه لم يفعل".  سأله القضاة عن معيار "الإمكانات الكاملة" المنصوص عليه في أحكام المحكمة الابتدائية، وخاصة ما إذا كان مترجم لغة الإشارة ملزمًا باستيفاء هذا المعيار. وزعم كونتز أن معيار "الإمكانات الكاملة" يمكن تلبيته دون الحاجة إلى مترجم لغة الإشارة، لكنه أكد أن المعيار خاطئ. وزعم مقدمو الالتماس أن مثل هذا المعيار "ليس شرطًا يمكن لأي منطقة مدرسية الوفاء به" وانتقدوا حكم المحكمة الجزئية باعتباره يخلق اختبارات "غير قابلة للتنفيذ" ولا يمكن تطبيقها بشكل كافٍ في الممارسة العملية.  كما أثار كونتز الحجة القائلة بأن تحديد الخدمات التعليمية والمحتوى التعليمي، من الناحية الدستورية، مسائل منوطة بالولايات.
 
مايكل أ. تشاتوف، وهو محامٍ أصم، مثل عائلة رولي. على الرغم من كونه أصم، كان تشاتوف قادرًا على التحدث وتقديم حججه شفويًا باللغة الإنجليزية بينما كان قادرًا على الرد على أسئلة القضاة باستخدام نظام نسخ بمساعدة الكمبيوتر يتضمن كاتب اختزال وشاشة كمبيوتر قدمتها جامعة جالوديت وأنظمة الترجمة، المحدودة.  كان لا بد من موافقة المحكمة على المعدات بشكل خاص، وكانت هذه هي المرة الأولى التي توافق فيها المحكمة على استخدام مثل هذه المعدات الإلكترونية والمرة الأولى التي يجادل فيها شخص أصم أمام المحكمة العليا. 
زعم تشاتوف أن "هدف القانون هو توفير فرص تعليمية متساوية للأطفال ذوي الإعاقة".  وعندما طُلب منه تبرير هذا التفسير، أشار تشاتوف إلى السجل التشريعي، مجادلاً بأن هذا هو قصد التشريع وليس نص القانون تحديداً.  كما سأله القضاة عن تداعيات تأييد هذا التفسير، وتحديدًا: "هل سيُلزم تفسيرك للقانون كل مجلس مدرسة بتوفير مترجم لغة إشارة لكل طفل أصم في البلاد؟"  جادل تشاتوف بأن القضية خاصة بأيمي، وميز بين ما تحتاجه وما قد يحتاجه أو لا يحتاجه طلاب آخرون في وضع مماثل: "مجتمع الصم ليس كيانًا متجانسًا... ليس كل طفل أصم مؤهلًا للتعليم في المدارس الحكومية... الأطفال الذين يتلقون تعليمهم في مدارس خاصة أو في غرف الأبحاث لا يحتاجون إلى مترجمين. أما الأطفال الذين ينشؤون بالطريقة الشفهية فلا يحتاجون إلى مترجمين. ستكون هذه حالات محددة للغاية." 
وفي مرافعته نيابة عن الولايات المتحدة لدعم المدعى عليهم، ركز إليوت شولدر إلى حد كبير على مسائل تفسير القانون بدلاً من النتائج المحددة بالنسبة لأيمي. عندما ضغط عليه القضاة بشأن المعايير التعليمية المطلوبة، ادّعى أن رأي محكمة المقاطعة قد بالغ في الأمر: "لا ينصبّ التركيز على الإمكانات أو القصور فيها، بل على إتاحة الفرص نفسها للأطفال ذوي الإعاقة المتاحة للأطفال غير ذوي الإعاقة للاستفادة من البرنامج التعليمي الاعتيادي الذي توفره السلطات المدرسية الحكومية أو المحلية."  أثار القضاة مسألةً تطرق إليها كونتز، نيابةً عن مقدم الالتماس: "ما الذي يُفترض أن تفعله هذه المحكمة؟ أن تُصدر حكمها الخاص بشكل مستقل، أم أن كل ما يُسمح لي بفعله هو تحديد ما إذا كانت المدرسة قد تصرفت بشكل تعسفي؟"  جوهريًا، هل ينبغي للمحكمة أن تُصدر حكمها بشأن ما إذا كانت جوانب برنامج التعليم الفردي تسمح للطفل ذي الإعاقة بتحقيق كامل إمكاناته، أم أن الموافقة على برنامج تعليمي فردي كافية لإنفاذ القانون. ويجادل شولدر في موقف وسطي: "نحن لا نعتقد أن المحكمة مضطرة إلى قياس الإمكانات، ولكننا نعتقد أن المحكمة مضطرة إلى اتخاذ قرار مستقل بشأن ما إذا كانت الخطة كما تم تطويرها في هذه الحالة على وجه الخصوص توفر للطفل المعني نفس الفرصة التعليمية المتاحة للأطفال غير المعاقين". 
وفي معرض رده على ذلك، جادل كونتز ضد ادعاء المحكمة الجزئية بأن إيمي تفهم 59% فقط مما يحدث في الفصل الدراسي. وأكد أن أدلتهم كانت أكثر إقناعًا في إظهار أن إيمي كانت تفهم كل شيء دون الحاجة إلى مترجم لغة الإشارة. واستندت المحكمة الجزئية في حكمها على اختبار التمييز بين الكلمات الذي أجري خارج الفصل الدراسي. وقد قرر خبراؤهم، الذين لاحظوا إيمي في الفصل الدراسي، أن "إيمي تفهم تقريبًا كل ما يحدث في فصلها الدراسي".  

### رأي المحكمة

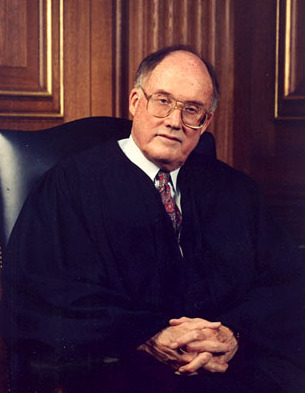
وكتب القاضي ويليام رينكويست نيابة عن الأغلبية.

وفي 28 يونيو/حزيران 1982، أصدرت المحكمة قراراً بأغلبية 6 أصوات مقابل 3 لصالح مقدمي الالتماس. كتب القاضي ويليام رينكويست نيابة عن الأغلبية، بينما كتب القاضي بايرون وايت المعارضة الرئيسية وانضم إليه القاضيان ويليام برينان الابن وثورغود مارشال. أجابت المحكمة على سؤالين: "ما المقصود بشرط القانون المتعلق بتوفير "تعليم عام مجاني ومناسب"؟ وما هو دور محاكم الولايات والمحاكم الفيدرالية في ممارسة المراجعة التي يمنحها القانون رقم 20 USC § 1415؟" 
وقضت المحكمة بأن كل من المحكمة الجزئية ومحكمة الاستئناف كانتا مخطئتين في ادعائهما بأن هدف القانون هو توفير الإمكانات الكاملة للأطفال ذوي الإعاقة، بل مجرد منحهم إمكانية الوصول إليها. لقد رفضوا على وجه التحديد قرار المحكمة الجزئية بأن "القانون نفسه لا يحدد "التعليم المناسب"، حيث استشهد القاضي رينكويست بنص القانون نفسه: "يعني مصطلح "التعليم العام المناسب المجاني" التعليم الخاص والخدمات ذات الصلة" متبوعًا بمزيد من التعريفات لتلك المصطلحات.   وبدلاً من ذلك، يظهر نص التشريع والغرض التشريعي أن الغرض من القانون لم يكن السماح لكل طفل بتحقيق إمكاناته الكاملة، بل مجرد توفير الموارد الكافية للأطفال ذوي الإعاقة للوصول إلى التعليم. وأشار رينكويست إلى نص القانون الذي أنشأ أولوية لكيفية تخصيص الموارد: "يجب على الولايات التي تتلقى أموالاً بموجب القانون توفير التعليم للأشخاص ذوي الإعاقة حسب الأولوية، أولاً "للأطفال ذوي الإعاقة الذين لا يتلقون تعليماً" وثانياً "للأطفال ذوي الإعاقة... الذين يعانون من أشد الإعاقات ويتلقون تعليماً غير كافٍ. "  في موافقته، اختلف القاضي بلاكمون مع استنتاج الأغلبية بشأن النية التشريعية، مستشهدًا بموافقته السابقة في قضية مدرسة بنهورست الحكومية ضد هالدرمان : "يبدو لي واضحًا أن الكونجرس، عند سن هذا القانون، كان ينوي أن يفعل أكثر من مجرد وضع لغة سياسية أنانية ولكنها لا معنى لها في الأساس حول ما يستحقه المعاقون على أيدي سلطات الدولة. "  ومع ذلك، فقد وافق على الحكم النهائي للمحكمة، لأنه، مثل الأغلبية، كان يعتقد أن محكمة المقاطعة لا ينبغي لها أن تحدد علاجها الخاص، بل "كان ينبغي لها أن تعطي احترامًا أكبر مما فعلت لنتائج مسؤول جلسة الاستماع المحايد في منطقة المدرسة ومفوض التعليم بالولاية". 
وتناولوا بعد ذلك مسألة دور المحاكم في عملية المراجعة القضائية. وبموجب هذا القانون، يتمتع الآباء بحق رفع دعوى مدنية في المحاكم عند استنفاد الطعون الإدارية الأخرى. رفضت المحكمة ادعاء مقدمي الالتماس بأن هذا الحق في المراجعة القضائية ينطبق فقط على المراجعة الإجرائية للطعون الإدارية وما إذا كان القرار يستند إلى أدلة كافية.  ومع ذلك فقد توقفوا أيضًا عند الحد الأدنى. مراجعة جديدة دعا إليها آل رولي والتي من شأنها أن تسمح للمحاكم بوصف أساليب تعليمية معينة مثلما فعلت المحكمة الجزئية. بل رأت الأغلبية أن على المحكمة تقييم سؤالين: "أولاً، هل امتثلت الدولة للإجراءات المنصوص عليها في القانون؟ وثانياً، هل البرنامج التعليمي الفردي المُعدّ وفقاً لإجراءات القانون مُصمّم بشكل معقول لتمكين الطفل من الحصول على المزايا التعليمية؟ إذا استُوفيت هذه الشروط، تكون الدولة قد امتثلت للالتزامات التي فرضها الكونجرس، ولا يمكن للمحاكم أن تطلب المزيد."  واستناداً إلى قضية منطقة سان أنطونيو التعليمية المستقلة ضد رودريجيز، أكدت المحكمة مجدداً أن السلطة القضائية تفتقر إلى الخبرة "لحلّ المسائل المُلحّة والصعبة المتعلقة بالسياسة التعليمية." 

## التطورات اللاحقة
وبما أن المحكمة العليا أصدرت حكمها على أساس قانون (قانون EAHCA)، وليس الدستور، فإن السابقة لا تحكم إلا طالما ظلت اللغة ذات الصلة في القانون سارية المفعول. يوجد اليوم نقاش كبير حول ما إذا كان المعيار المنصوص عليه في قضية مجلس التعليم ضد رولي قد تم استبداله بمثل هذه التغييرات التشريعية. تتضمن التعديلات التي أُدخلت على قانون تعليم الأفراد ذوي الإعاقة خلال عمليات إعادة الترخيص في عامي 1997 و2004، وقانون عدم ترك أي طفل خلف الركب في عام 2002، والمعايير الأساسية المشتركة، معايير من شأنها أن تحل محل المعيار القضائي. في قضية JL وML وابنتهما القاصر، KL ضد منطقة مدرسة ميرسر آيلاند (2006)، كتبت قاضية المحكمة الجزئية الأمريكية مارشا جيه. بيشمان أن إعادة تفويض قانون تعليم الأفراد ذوي الإعاقة لعام 1997 يمثل "انحرافًا كبيرًا عن المخطط التشريعي السابق لدرجة أن أي استشهاد بقضايا ما قبل عام 1997 بشأن التعليم الخاص أمر مشكوك فيه"، على الرغم من أن محكمة الاستئناف بالدائرة التاسعة ألغت قرار القاضي بيشمان في عام 2010. 
وكان آل رولي قد قرروا بالفعل الانتقال إلى نيوجيرسي، وبعد عام واحد من خسارتهم للقضية أمام المحكمة العليا فعلوا ذلك. صرح رولي بعد عقود من الزمان أنه عندما علمت منطقة المدرسة أنهم سينتقلون، قاموا بوضع رهن على المنزل لاسترداد تكاليفهم في التقاضي.  في نيوجيرسي، التحقت إيمي بمدرسة نهارية للصم حيث تم دمج الطلاب الصم في المجتمع. لقد أكملت درجة الدكتوراه. حصل على درجة الدكتوراه في تعليم اللغة الثانية في جامعة ويسكونسن، ميلووكي في عام 2014 وهو حاليًا أستاذ مشارك ومنسق برنامج لغة الإشارة الأمريكية في قسم اللغات والآداب الحديثة في جامعة ولاية كاليفورنيا، إيست باي. 
في عام 2004 تبرعت عائلة رولي بأوراقها المتعلقة بالقضية إلى مكتبة جامعة سيراكيوز. 

## التعليق والتحليل
تُعد قضية مجلس التعليم ضد رولي القضية الأكثر أهمية في المحكمة فيما يتعلق بتفسير قانون تعليم الأفراد ذوي الإعاقة. كانت هذه هي المناسبة الوحيدة التي حكمت فيها المحكمة العليا الأمريكية بشأن ضرورة التزام المدارس العامة بتوفير تعليم مناسب للطلاب ذوي الإعاقة حتى صدور الحكم في قضية إندرو ف. ضد منطقة مدارس مقاطعة دوغلاس RE-1 في عام 2017. ويقدر أنه تم الاستشهاد به في ما لا يقل عن 3279 حالة.  في مقال نُشر عام ٢٠٠٨ في مجلة القانون والتعليم، وصفت جولي إف. ميد ومارك إيه. بايج قضية رولي بأنها "السابقة الأساسية عند النظر في الحقوق التعليمية للأطفال ذوي الإعاقة".  وبالمثل، في مقال نُشر عام ٢٠١٢، كتب مارك سي. ويبر أن قضية رولي "تظل أهم قضية تعليم خاص أمريكية حُكم فيها على الإطلاق".  وفي عام ٢٠٠١، صرّحت جويس أو. إكريم وإليزا جيه. ماك آرثر بأن قضية رولي وُصفت بأنها "قضية محورية"، مع أنهما أقرتا أيضًا بأن القضية "لم تُوضّح مسألة الملاءمة" وأن المحكمة "تناولت بشكل غامض" مسألة كيفية قياس الفوائد للطلاب.  في مقال نُشر عام 2005 في مجلة Suffolk University Law Review، لاحظ ليستر آرون أيضًا أن محاكم الاستئناف الدائرة أصدرت أحكامًا متضاربة عند تفسير قضية رولي. 
لاحظ العديد من العلماء، بما في ذلك إليزابيث دريك، وسكوت ف. جونسون، ومورين أ. ماكفارلين، أن بعض المحاكم ابتعدت عن معيار "بعض الفوائد التعليمية" 's رولي، واعتمدت بدلاً من ذلك معيار "الفوائد التعليمية ذات المغزى" المرتفع.  يزعم بعض المعلقين، مثل شارلين ك. كواد، أن هذه "القراءة الموسعة" لروالي تعكس سياسة "سليمة".  على نحو مماثل، زعم سكوت ف. جونسون أن معيار "بعض الفوائد التعليمية" ينبغي رفضه لأنه يؤدي إلى "نظام لا يتعين فيه على المدارس بالضرورة أن تفعل ما هو الأفضل للطفل"، على الرغم من أن جونسون يوصي بالسعي إلى المراجعات التشريعية بدلاً من إعادة تفسير قانون رولي.  من ناحية أخرى، زعم بعض المعلقين، مثل تيري جين سيلجمان، أن المحاكم التي تفسر قضية رولي يجب أن تعطي "الوزن اللائق" للقرارات الإدارية التي تتخذها مجالس المدارس، وأن المحاكم يجب أن تخضع بشكل عام لحكم هذه الهيئات الإدارية. 

## روابط خارجية
- Text of Hendrick Hudson Dist. Bd. of Ed. v. Rowley, 458 U.S. [الإنجليزية]‏ 176 (1982) is available from:  CourtListener  Findlaw  Google Scholar  Justia  Library of Congress  Oyez (oral argument audio)  Wrightslaw
- Finding Aid for the Rowley Family Papers (circa 1974-1984) at Syracuse University Library